# Hipólita Maria Sforza
Hipólita Maria Sforza (em italiano:  Ippolita Maria; Cremona, 18 de abril de 1446 — Nápoles, 20 de agosto de 1484) foi uma nobre, escritora e poeta italiana. Ela foi duquesa consorte da Calábria pelo seu casamento com Afonso, Duque da Calábria, futuro rei de Nápoles.

## Família
Hipólita Maria foi a primeira filha e segunda criança nascida de Francisco I Sforza, duque de Milão e de sua segunda esposa, Branca Maria Visconti. Seus avós paternos eram Muzio Attendolo Sforza, um condotiero, e sua amante, Lucia Terzani. Seus avós maternos eram Filipe Maria Visconti, duque de Milão e Inês del Maino, amante de Filipe.
Ela teve oito irmãos por parte de mãe e pai, entre eles: Galeácio Maria, duque de Milão; Ludovico, duque de Milão; Ascanio, um cardeal; Isabel, mãe de Branca de Monferrato, etc.
Além destes, seu pai teve três filhos ilegítimos com três amantes diferentes. Com Giovana d'Acquapendente foi pai de Tristão Sforza, senhor de Saliceto, Noceto e Lusurasco. Com uma amante de nome desconhecido teve Polissena Sforza, esposa de Sigismundo Pandolfo Malatesta, senhor de Rimini, que teria sido assassinada pelo próprio marido. E um último filho conhecido como Sforza, cuja mãe é desconhecida, que foi governador-general de Parma e governador de Placência.

## Biografia

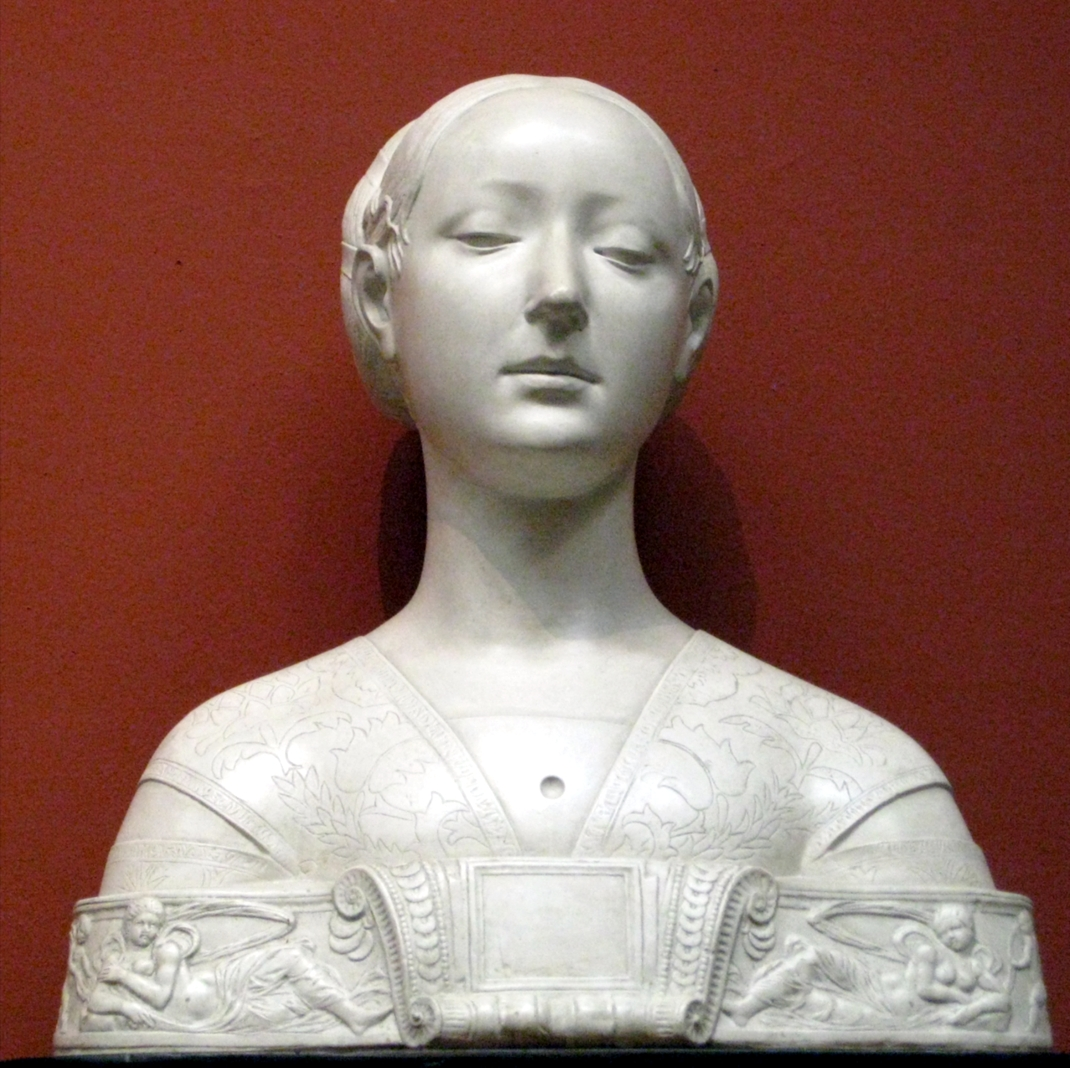
Recriação do busto de uma mulher identificada como Hipólita, esculpido originalmente por Francesco Laurana em 1472, e perdido em Berlim em 1945. Atualmente está localizado no Museu Pushkin, em Moscou.

Hipólita era inteligente e culta. Com o seu tutor Constantino Láscaris, um humanista bizantino, ela aprendeu filosofia e a língua grega. Aos 14 anos de idade fez um discurso em latim para o Papa Pio II, durante a Dieta de Mântua, que se tornou célebre após sua circulação em forma de manuscrito.
Ela escreveu várias cartas, que foram publicadas na Itália, intituladas "As Cartas de Hipólita Maria Sforza", editadas por Serena Castaldo.
Hipólita também possui poesias sob sua autoria e uma eulogia dedicada a seu pai, Francisco.
De acordo com as Crônicas de Gaspare Fuscolillo, a jovem de dezenove anos de idade, chegou em Nápoles em 14 de setembro de 1465. 
Em 10 de outubro de 1465, em Milão, ela casou-se com o duque Afonso, o filho mais velho do rei Fernando I de Nápoles e de Isabel de Clermont, princesa de Tarento. 
O casal teve três filhos. A duquesa morreu em Nápoles, 20 de agosto de 1484, aos 38 anos de idade. 
Somente anos após a sua morte, em 1494, seu marido se tornou rei com o nome de Afonso II de Nápoles, reinando até 1495. 

## Descendência
- Fernando II de Nápoles (26 de agosto de 1469 - 5/7 de outubro de 1496), sucessor do pai. Casou-se com sua tia Joana de Nápoles, meia-irmã de seu pai. Sem descendência;
- Isabel de Nápoles (2 de outubro de 1470 - 1 de fevereiro de 1524), suo jure duquesa de Bari. Foi duquesa consorte de Milão como esposa de seu primo João Galeácio Sforza. Teve três filhos, inclusive Bona Sforza, rainha consorte da Polônia;
- Pedro (31 de março de 1471 - 17 de fevereiro de 1491) foi príncipe de Rossano e tenente general de Apúlia. Morreu de infecção após ter sua perna operada. Não se casou e nem teve filhos.